# Lycée Fresnel
Le lycée Fresnel (anciennement École d'Optique Appliquée (EOA)) est un établissement d'enseignement des techniques de fabrication des instruments d'optique, orientés lunetterie ou industrie (microscopie, télémétrie, géodésie...).

## Histoire
À l'origine partie intégrante de l'Institut d'optique appliquée, sous la dénomination d'« École d'optique appliquée », l'établissement d'enseignement, plus que de recherche, est créé en 1923. Situé au 5 boulevard Pasteur, on y formait uniquement des opticiens de précision.
En 1940, l'École d'optique appliquée (EOA) est séparée de l'Institut d'optique ; des enseignements spécialisés sont mis en place : celui de l'optique-lunetterie et celui du montage-réglage en instruments d'optique.
En 1957, l'École d'optique appliquée déménage au 31 boulevard Pasteur, toujours dans le 15e arrondissement de Paris, dans de nouveaux locaux, à l'initiative des industriels français de l'optique qui participent, avec les enseignants, aux jurys d'admission par concours et à la délivrance des diplômes allant des CAP jusqu'aux BTS.
En 1972, la dénomination change pour devenir « lycée Fresnel », en référence à Augustin Fresnel (1788-1827), physicien français, connu pour ses travaux sur la diffraction et la nature ondulatoire de la lumière.
Entre 1992 et 1995, les locaux s'agrandissent et accueillent des formations dédiées aux nouvelles technologies.
En 2002, le lycée Fresnel obtient le label officiel « Lycée des métiers de l'optique ».
À la rentrée scolaire 2025, l'établissement déménage au 19 rue Friant (14e arrondissement de Paris) pour deux années (travaux). Il réintègrera ses locaux historiques du 31 boulevard Pasteur à la rentrée scolaire 2027.

## Architecture
Le lycée est l'objet de travaux à des périodes différentes. Sous la houlettes des architectes Richez et Raclot en 1957, d'André Wogenscky en 1966 puis de Pierre de Blauwe en 1990.

## Admission
Plusieurs niveaux d'admission existent :
- Seconde ou première année pour la voie professionnelle
- Terminale pour la filière BTS

## Formations
- Enseignement professionnel : bac professionnel optique-lunetterie.
- BTS Opticien-Lunetier
- Licence professionnelle d'optique

## Magasin d'application
Depuis plus de 30 ans, l'établissement possède un magasin d'application en optique-lunetterie.
Agréé par la sécurité sociale, il fonctionne comme un magasin classique, où les élèves de BTS accueillent et conseillent les clients (sur rendez-vous) pour vérifier leur vue, réaliser et contrôler des lunettes adaptées à leurs besoins, sans négliger le côté esthétique des montures.